# Metallolophia
Metallolophia là một chi bướm đêm thuộc họ Geometridae.